# Юпп Дерваль
Юпп Дерваль (нім. Jupp Derwall, нар. 10 березня 1927, Вюрзелен — пом. 26 червня 2007, Занкт-Інгберт) — німецький футболіст, що грав на позиції нападника. По завершенні ігрової кар'єри — футбольний тренер.
Виступав, зокрема, за клуби «Алеманія» (Аахен) та «Фортуна» (Дюссельдорф), а також національну збірну Німеччини.
Дворазовий чемпіон Туреччини (як тренер). На чолі збірної Німеччини — чемпіон Європи. 

## Клубна кар'єра
У дорослому футболі дебютував 1948 року виступами за команду клубу «Ренанія» (Вюрзелен) з рідного міста, в якій провів один сезон, взявши участь у 23 матчах чемпіонату. 
Своєю грою за цю команду привернув увагу представників тренерського штабу клубу «Алеманія» (Аахен), до складу якого приєднався 1949 року. Відіграв за аахенський клуб наступні чотири сезони своєї ігрової кар'єри. Більшість часу, проведеного у складі «Алеманії», був основним гравцем атакувальної ланки команди. У складі «Алеманії» був одним з головних бомбардирів команди, маючи середню результативність на рівні 0,38 голу за гру першості.
У 1953 році уклав контракт з клубом «Фортуна» (Дюссельдорф), у складі якого провів наступні шість років своєї кар'єри гравця. Граючи у складі дюссельдорфської «Фортуни» також здебільшого виходив на поле в основному складі команди. В новому клубі був серед найкращих голеодорів, відзначаючись забитим голом в середньому майже у кожній другій грі чемпіонату.
Протягом 1959—1961 років захищав кольори команди клубу «Б'єн».
Завершив професійну ігрову кар'єру у клубі «Шаффгаузен», за команду якого виступав протягом 1961—1962 років.

## Виступи за збірну
У 1954 році провів дві гри у складі національної збірної Німеччини.

## Кар'єра тренера
Розпочав тренерську кар'єру, ще продовжуючи грати на полі, 1959 року, очоливши тренерський штаб швейцарського «Б'єна». Згодом також як граючий тренер працював зі своїм наступним клубом «Шаффгаузеном».
1962 року повернувся на батьківщину, де став головним тренером «Фортуни» (Дюссельдорф), а за рік очолив тренерський штаб молодіжної збірної ФРН U-23. Пропрацював з цією командою вісім років, підготувавши цілу низку виконавців для першої збірної.
1970 року прийняв запрошення від багаторічного очільника національної збірної ФРН Гельмута Шена приєднатися до тренерського штабу головної збірної ФРН. Пропрацював під керівництвом Шена вісім років, а коли останній після невдалого виступу німців на чемпіонаті світу 1978 вирішив завершити тренерську кар'єру, саме Дервалю було запропоновано зайняти його місце.
Перший же великий турнір під керівництвом Дерваля — чемпіонат Європи 1980 в Італії — німці виграли, а за два роки, на чемпіонаті світу 1982 в Іспанії зупинилися у кроці від тріумфу, поступившись у фінальній грі італійцям. Після такої серії результатів на великих турнірах виступ збірної ФРН на чемпіонаті Європи 1984 у Франції, де вони не подолали груповий етап, було розцінено провальним, і Дерваль був змушений залишити збірну.
Останнім місцем тренерської роботи Дерваля був турецький «Галатасарай», команду якого він очолив відразу того ж 1984 року і з якою працював до 1988. За цей період двічі приводив «левів» до перемог у чемпіонатах Туреччини.
Помер 26 червня 2007 року на 81-му році життя у місті Занкт-Інгберт.

## Титули і досягнення

### Як тренера
- Чемпіон Туреччини (2):

«Галатасарай»:  1985–86, 1987–88
- Володар Кубка Туреччини (1):

«Галатасарай»:  1984–85
- Володар Суперкубка Туреччини (1):

«Галатасарай»:  1987
- Чемпіон Європи (1): 1980
- Віце-чемпіон світу: 1982